# Заневський Пост (станція)
Заневський Пост— залізнична станція третього класу на Окружній лінії Жовтневої залізниці. Розташована в Червоногвардійському районі Санкт-Петербурга. Є вузловою станцією, від неї відгалужуються колії примикання до станцій Заневський Пост-2, Ржевка (одноколійна) та  Ладозького вокзалу, а також одноколійна під'їзна колія 5 км до промзони в Янино-1. Заснована в 1924 році